# Joel Freeland
Joel Freeland (ur. 7 lutego 1987 w Farnham) – angielski koszykarz, skrzydłowy, aktualnie zawodnik CSKA Moskwa.
13 lipca 2015 roku podpisał dwuletni kontrakt z rosyjskim zespołem CSKA Moskwa.

## Osiągnięcia
NBA
- 4–krotny uczestnik ligi letniej NBA (2006, 2007, 2013, 2014)[2]

Pro
- Zawodnik Miesiąca ligi ACB (październik 2011)[2]
- 3–krotny uczestnik rozgrywek ULEB Eurocup (2006–2009)[3]
- 3–krotny uczestnik rozgrywek Euroligi (2009–2012)[3]

Reprezentacja
- Uczestnik igrzysk olimpijskich (2012)[4]
- 2–krotny uczestnik Eurobasketu (2009, 2011)[4]
- Uczestnik turnieju London Invitational (2011)[2]
- Uczestnik mistrzostw Europy U–18 (2005)[3]